# Anthaxia kedahae
Anthaxia kedahae es una especie de escarabajo del género Anthaxia, familia Buprestidae. Fue descrita científicamente por Fisher en 1933.